# Choriambe
Le choriambe (grec ancien χορίαμβος) est un pied tétrasyllabique de la métrique antique et notamment de la poésie grecque et latine. Il est composé de deux syllabes longues encadrant deux syllabes brèves et se note | — ∪ ∪ — |. Il peut s'entendre, conformément à son étymologie, comme un trochée (ou chorée) suivi d'un iambe.
On ne confondra pas choriambe et choliambe (en).

## Utilisation en métrique antique
On le rencontre dans l'hexamètre choriambique, dont l'invention est attribuée à Philiscos de Corcyre, poète grec du IIIe siècle av. J.-C. ; mais selon Héphestion, il était déjà employé par Simmias de Rhodes (fin du IVe siècle av. J.-C.), mais pas pour des poèmes entiers.
On le trouve aussi dans l'asclépiade dodécasyllabique, qui se compose d'un spondée, de deux choriambes et d'un ïambe (ex. : Crescentem sequitur cura pecuniam, « Les soucis augmentent avec l'argent »).

## Utilisation en métrique accentuée
Dans la métrique accentuée de certaines langues modernes comme l'anglais, on parle parfois de choriambe pour désigner une séquence de quatre syllabes selon le schéma : accentuée / non accentuée / non accentuée / accentuée.

En anglais, le choriambe apparaît souvent dans les quatre premières syllabes des pentamètres iambiques, comme ici chez John Keats dans son « Ode à l'automne » (To Autumn) :
Who hath not seen thee oft amid thy store?
Sometimes whoever seeks abroad may find
Thee sitting careless on a granary floor,
Thy hair soft-lifted by the winnowing wind;
Or on a half-reap'd furrow sound asleep,
Drows'd with the fume of poppies, while thy hook
Spares the next swath and all its twined flowers:
And sometimes like a gleaner thou dost keep
Steady thy laden head across a brook;
Or by a cider-press, with patient look,
Thou watchest the last oozings hours by hours.